# Wagonette

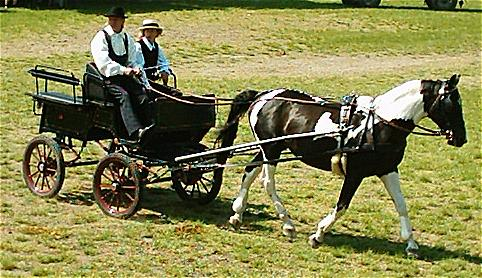
Einspännige Wagonette

Eine Wagonette (wörtlich: kleiner Wagen) ist ein Mitte des 19. Jahrhunderts entwickelter offener gefederter Pferdewagen, bei dem hinter dem Fahrersitz bzw. der Fahrersitzbank auf den Seiten der Kutsche zwei gegenüberliegende Sitzbänke montiert sind. 
Je nach Größe der Wagonette variiert die Länge der Sitzbänke. Die Passagiere steigen von hinten zu. Neben dem Marathonwagen gehört die Wagonette heute zu den meistverkauften Pferdewagen.
Der Wagentyp  Break ist in der Regel eine schwere Wagonette: ein schweres und hohes Fuhrwerk, meist ohne Spritzbrett, zum Einfahren („Brechen“, engl. to break, daher der Name) junger Pferde.